# André Richard
André Richard CSC (ur. 30 czerwca 1937 w Saint-Ignace) – kanadyjski duchowny rzymskokatolicki, w latach 2002-2012 arcybiskup Moncton.

## Życiorys
W 1956 wstąpił do Zgromadzenia Świętego Krzyża i w nim złożył śluby zakonne w 1960. Święcenia kapłańskie przyjął 17 lutego 1963. Był m.in. superiorem prowincji Nowy Brunszwik (1976-1985), a także rektorem domu zakonnego w Pré-d’en-Haut.
20 maja 1989 został prekonizowany biskupem Bathurst. Sakrę biskupią otrzymał w miejscowej katedrze 9 sierpnia 1989, udzielił mu jej ówczesny arcybiskup Moncton, Donat Chiasson.
16 marca 2002 został mianowany arcybiskupem Moncton. Ingres odbył się 14 maja 2002.
15 czerwca 2012 przeszedł na emeryturę.